# 東京偽裝時光
《東京偽裝時光》是松本千秋創作的日本漫畫，於2019年10月15日開始在少年畫報社《YOUNG KING》連載。紙本單行本自第3卷起以《新東京偽裝時光》為標題發行。
2025年1月由朝日放送電視台播出電視劇版本。

## 出版書籍
| 卷數 | 少年畫報社     | 少年畫報社             |
| 卷數 | 發售日期       | ISBN                   |
| ---- | -------------- | ---------------------- |
| 1    | 2020年7月13日  | ISBN 978-4-7859-6710-9 |
| 2    | 2020年12月14日 | ISBN 978-4-7859-6822-9 |
| 3    | 2022年6月27日  | ISBN 978-4-7859-7159-5 |
| 4    | 2022年7月11日  | ISBN 978-4-7859-7178-6 |
| 5    | 2022年9月26日  | ISBN 978-4-7859-7236-3 |
| 6    | 2023年2月27日  | ISBN 978-4-7859-7329-2 |
| 7    | 2023年6月26日  | ISBN 978-4-7859-7418-3 |
| 8    | 2023年10月23日 | ISBN 978-4-7859-7511-1 |
| 9    | 2024年2月26日  | ISBN 978-4-7859-7606-4 |
| 10   | 2024年6月24日  | ISBN 978-4-7859-7688-0 |
| 11   | 2024年10月28日 | ISBN 978-4-7859-7789-4 |
| 12   | 2025年2月25日  | ISBN 978-4-7859-7876-1 |
| 13   | 2025年7月28日  | ISBN 978-4-7859-7987-4 |

## 電視劇
2025年1月20日至3月24日於日本朝日放送電視台「電視劇L」時段播出，由松倉海斗主演。

### 登場人物
主要人物
- 宇都宮宏人〈25〉：松倉海斗（Travis Japan）

三津井商事員工，山形縣出身
- 曾根〈27〉：片山友希

網頁設計公司「Design Bella」員工

#### 三津井商事
- 馬場〈22〉：大倉空人

宏人的後輩，青森縣出身
- 野田前輩〈32〉：新山（さや香）

宏人的前輩
- 大崎課長：船ヶ山哲

宏人的上司

#### Design Bella
- 目黒〈27〉：樋口日奈

曾根的同事
- 松田〈25〉：優希美青

曾根的後輩
- みつき前輩〈32〉：星野奈緒

曾根的上司

#### 周邊人物
- 亮〈27〉：松本生

經營酒吧的年輕調酒師，目黑的男友
- 小林彌惠：秋田汐梨

宏人上班前常光顧的麵包店店員

#### 客串
- 駒沢：矢野聖人

〈第1集〉宏人在東京找房子時的房仲，對房屋充滿各種講究與堅持
- 田中：齊藤京子

〈第2集〉在酒吧內抱怨不停的女子
- 森本：せいや

〈第3集〉松田介紹給目黒認識，沒什麼值得稱讚的公務員
- 喫茶店女子：ano

〈第4集〉與在廣告公司工作的男子初次約會，表面迎合內心不滿
- 喫茶店男子：田村健太郎

〈第4集〉在廣告公司工作，初次約會態度卻驕傲自大
- 夏子：河邑美空

〈第4集〉在喫茶店因勾芡炒飯與男友吵架的女子
- 木崎：松岡廣大

〈第5集〉改變宏人命運的國中同學
- 那須中西：那須中西

〈最後1集〉電視節目裡的人

### 製作團隊
- 原作 - 松本千秋『東京偽裝時光』
- 劇本：ヒコロヒー、富安美尋
- 導演：吉川鮎太、八十島美也子、室井岳人
- 主題歌：Travis Japan「Tokyo Crazy Night」
- 製作人：南雄大（朝日放送電視台）、櫻田惇平（Horipro）
- 製作：朝日電視台、Horipro

### 播出日程
| 集數   | 播出日期 | 副標題 | 編劇                | 導演         |
| ------ | -------- | ------ | ------------------- | ------------ |
| 第1話  | 1月20日  |        | ヒコロヒー          | 吉川鮎太     |
| 第2話  | 1月27日  |        | ヒコロヒー          | 吉川鮎太     |
| 第3話  | 2月03日  |        | ヒコロヒー          | 八十島美也子 |
| 第4話  | 2月10日  |        | 富安美尋 ヒコロヒー | 八十島美也子 |
| 第5話  | 2月17日  |        | 富安美尋            | 吉川鮎太     |
| 第6話  | 2月24日  |        | 富安美尋            | 吉川鮎太     |
| 第7話  | 3月03日  |        | 富安美尋            | 室井岳人     |
| 第8話  | 3月10日  |        | 富安美尋            | 八十島美也子 |
| 第9話  | 3月17日  |        | ヒコロヒー          | 八十島美也子 |
| 最終話 | 3月24日  |        | ヒコロヒー          | 吉川鮎太     |

## 外部連結
- 電視劇官方網站（日語）

| 朝日放送電視台 電視劇L                | 朝日放送電視台 電視劇L                  | 朝日放送電視台 電視劇L |
| ------------------------------------- | --------------------------------------- | ---------------------- |
|                                       | 東京偽裝時光 （2025年1月20日－3月24日） |                        |
| 離婚後夜 （2024年10月14日－12月16日） | —                                       |                        |